# Бабюк, Станислав Семёнович
Станисла́в Семёнович Бабю́к (род. 21 марта 1935, село Гремешты, Хотинский уезд, Бессарабия) — молдавский художник. Отец художника Станислава Станиславовича Бабюка.

## Биография
Родился 21 марта 1935 года в селе Гремешты Хотинского уезда Бессарабии (ныне — Бричанский район Республики Молдова).
В 1942—1954 гг. учился в средней школе.
С 1954 по 1958 гг. служил в армии и учился на заочном отделении рисунка и живописи при Всесоюзном Доме Народного Творчества им. Н. К. Крупской в Москве у преподавателя Н. Т. Сорокиной.
С 1958 по 1963 гг. учился в Республиканском Художественном Училище им. И. Е. Репина в Кишинёве на отделении живописи, преподаватели И. В. Табурца, А. А. Васильев).
С 1963 по 1967 гг. преподаватель детской художественной школы им. Щусева в Кишинёве.
С 1967 по 1995 гг. преподаватель рисунка, живописи и композиции на живописном отделении Республиканского художественного училища им. И. Е. Репина (позднее А. Плэмэдялэ) в Кишинёве. Работник Министерства Культуры, Ветеран Труда.
С 1996 по 2005 гг. преподаватель Республиканского художественного лицея им. И. Виеру. С 1957 года участвует в городских, республиканских, всесоюзных и зарубежных выставках.
С 1971 года член Союза Художников СССР и Молдавии, член Международной Федерации Художников. Живописные произведения приобретены Министерством Культуры Республики Молдова, Художественным Музеем Республики Молдова, а также галереями и частными коллекциями Молдавии, России, Великобритании, США, Италии, Израиля, Голландии и стран СНГ.